# (12814) Vittorio
(12814) Vittorio (1996 CG9) – planetoida z grupy pasa głównego asteroid okrążająca Słońce w ciągu 3,5 lat w średniej odległości 2,3 j.a. Odkryta 13 lutego 1996 roku.